# Propoziție circumstanțială de relație
În sintaxa frazei din gramaticile tradiționale ale limbii române, propoziția circumstanțială de relație este o subordonată slab reprezentată, care îndeplinește funcția de complement circumstanțial de relație al propoziției regente. Indică la ce se limitează acțiunea sau existența unei însușiri, ori din ce punct de vedere este emisă comunicarea.
Cuvinte introductive ale acestei subordonate pot fi:
- pronume relative sau nehotărâte cu prepozițiile în, la, pentru: Se evidențiază în ce ține de practică[1];
- adverbul relativ cât, cu sau fără prepozițiile în, întru: Exagerează (în) cât ne laudă; Articolul interesează numai întru cât aduce ceva nou[2];
- conjuncțiile de, să, ca să: Să supere pe cineva, n-a supărat[1];
- îmbinări fixe de cuvinte considerate de unii locuțiuni prepoziționale [3], precum în (ceea) ce privește, în cât privește, întru cât privește: În ce-l privește pe el, n-am nimic de zis[4].

Predicatul acestei propoziții este de obicei la modul indicativ, dar poate fi și la prezumtiv sau la condițional-optativ, în afară de cazul când se introduce prin (ca) să, care cere conjunctivul.
Subordonata de relație introdusă prin (ca) să este totdeauna antepusă regentei, iar în cazul celorlalte cuvinte introductive, antepunerea este mai frecventă decât postpunerea. În cazul antepunerii, subordonata se izolează de regulă prin pauză (marcată în scris prin virgulă).